# Будний Всеволод
Будний Всеволод (нар. 1 січня 1920, Тернопіль — 15 квітня 1986, Лівінгстон) — український поет, журналіст, диригент.

## Життєпис
Народився 1 січня 1920 р. у Тернополі.
У 1930—1939 рр. здобував музичну освіту.
Воював у складі дивізії «Галичина», брав участь у бою під Бродами. Перебував у таборі в Ріміні (Італія), де редагував таборову газету «Батьківщина». Працював диригентом в Англії та США. Керував хором «Трембіта» в Ньюарку, писав підручники.
Помер 15 квітня 1986 р. у Лівінгстоні (США).

## Твори
Автор збірки «Ріміні. 1945—1947» (1979).